# Nicolas Rouvière
Pour les articles homonymes, voir Rouvière.
Nicolas Rouvière, né le 21 décembre 1973, est un universitaire et auteur français. Maître de conférences à l'université Grenoble-Alpes, il publie principalement sur la bande dessinée, et est notamment connu pour ses ouvrages consacrés à la série Astérix et Obélix.

## Biographie
Nicolas Rouvière naît le 21 décembre 1973.
Agrégé de lettres modernes en 1996 (reçu 120e ex-æquo), il soutient en 2004 sa thèse Astérix ou l’étoile de la raison : Une anthropologie comique de l’identité à l'université Stendhal de Grenoble. L'année suivante, sa thèse est distinguée par le prix Le Monde de la Recherche universitaire, dont la dotation est une publication aux Presses universitaires de France puis il est élu maître de conférences à l'IUFM de Grenoble, où il travaille notamment sur les usages pédagogiques de la bande dessinée.
En 2006, les PUF publient la version remaniée de sa thèse sous le titre Astérix ou les lumières de la civilisation. Reconnu comme un spécialiste de cette série, Rouvière écrit ensuite Astérix ou la parodie des identités (Flammarion, 2008), et Le Complexe d'Obélix (PUF, 2014) tout en participant à divers ouvrages collectifs (catalogue de l'exposition Astérix à la BNF ! en 2013, hors-série du Monde Astérix, l'Irréductible en 2015),.
Outre ses travaux sur Astérix, Rouvière a également publié sur la bande dessinée comme outil pédagogique (Bande dessinée et Enseignement des humanités, Ellug, 2012), la montagne dans la bande dessinée (Pic & Bulle, Glénat, 2016), Cosey (participation au catalogue Cosey : Une quête de l’épure, CIBDI, 2018) et sur le récit illustré Le Facteur Rhésus de René Goscinny et Claire Bretécher (Goscinny et le Facteur Rhésus, la Déviation / Ultime, 2023).
Nicolas Rouvière est également le scénariste de la série BD Lakaf illustrée par Filip Skoda et l'auteur de la pièce de théâtre En attendant Cyrano, sur une idée de Thibaut Monteiro. 

## Publications

### Essais
- Astérix ou les lumières de la civilisation, Paris, PUF, coll. « Partage du savoir », 2006[6],[12].
- Astérix ou la parodie des identités, Paris|, Flammarion, 2008[7],[8]
- Le complexe d'Obélix  (préf. Anne Goscinny), Paris, Presses universitaires de France, 2014, 273 p. (ISBN 978-2-13-063142-2, présentation en ligne).
- Pic & Bulle : La Montagne dans la BD, Grenoble : Glénat et musée de l'Ancien Évêché, 2016.
- Goscinny et le Facteur Rhésus, La Villedieu, La Déviation, Saint-Martin d'Hères, éditions Ultime, 2023.

### Directions d'ouvrages collectifs
- Bande dessinée et Enseignement des humanités (dir.), Grenoble : Ellug, coll. « Didaskein », 2012.
- Enseigner la littérature en questionnant les valeurs (dir.), Berlin : Peter Lang, 2018.
- Valeur(s) de /dans l'enseignement des textes littéraires (dir.), Recherches et travaux n°94, 2019.

### Théâtre
- En attendant Cyrano, Saint-Martin-d'Hères : Sève, 2013.

### Bande dessinée
- Lakaf affole le CAC 40 (scénario), avec Filip Škoda (dessin), Mosquito, 2015  (ISBN 9782352832959)[13].
- Lakaf : Micmac à l'asile (scénario), avec Filip Škoda (dessin), Ultime, 2024  (ISBN 9782958755904).